# 天才!トコロ店
『天才!トコロ店』（てんさいところてん）は、2004年10月6日から2005年3月30日までTBS系列で放送されていた深夜バラエティ番組である。タレント・所ジョージがお笑いコンビ・さまぁ〜ずと共に全編ロケでトークや遊びを行う。

## 番組概要
所ジョージがさまぁ〜ずの2人と共に、様々なトークや遊びを繰り広げたり、街中を散策したりする番組。番組は全編ロケで行われ、屋外に番組のシンボル的存在のこたつを置いてのオープニングトークから始まる。番組側は特に企画は用意せず、トークの流れに任せて自由に進行する。こたつの脇には通称「お道具箱」が用意され、中にトークテーマに沿ったダジャレグッズが入っており、中身（ダジャレ）やそれを考えたスタッフをいじるのがお約束であった。
2005年3月に終了し、翌4月からは番組コンセプトをほぼそのままに、『所萬遊記』としてリニューアルされた。

## 出演者
- 所ジョージ
- さまぁ〜ず（大竹一樹・三村マサカズ）

## エピソード
- 初回は国会議事堂前の歩道にこたつを設置して放送。オープニングトークとしてこれから何をやるかを決めるだけのはずが、話が膨らみすぎて2週に渡るという自由度の高さを初回から見せた。またこの時、千代田区内であるにもかかわらず所がタバコに火をつけてしまい、スタッフに注意されて慌てて火を消すという一幕も（すんでのところで千代田区の条例違反にならずに済んだ）。
- 自家用車を買い換えたいと言う三村に、所が独自の目線で車選びを指南。三村は所の薦め通りに、実際に車を買い換えた。
- 最終回は初回と同じ国会議事堂前で撮影した。
- この番組をキッカケにさまぁ～ずは初めて金髪に染めた。

## 主題歌
歴代エンディングテーマ
- SOUL'd OUT『BLUES』(2004年10月-11月)
- dream『希望の歌　～Merry Christmas to you～』』(2004年12月-2005年1月)
- three tight b『存在』(2005年2月-3月)

## スタッフ
- 構成：（前期）小原信治、たむらようこ →（後期）倉本壮、石井裕之、石坂伸太郎、紀康成、関口正晴
- ナレーター：岩井証夫
- ＴＰ：高瀬義美
- ＣＡＭ：小林光行、秋山勇人、小池悟志
- ＶＥ：谷古宇利勝
- ＡＵＤ：加瀬悦史
- 編集：朝日 豊
- ＭＡ：堀 博勝、黒川亜樹
- 音効：岩下康洋
- ＣＧ：ピボット
- 美術プロデューサー：矢部香苗
- 美術進行：山田和泉
- メイク：アートメイク・トキ、本田千香子
- 車両：東名運輸
- 宣伝：戸田 界
- 協力：ニユーテレス、アックス、パッチワーク、ビーグル、麻布プラザ、サウンドエッグノッグ
- 制作進行：樽之助
- ディレクター：岩橋正憲、東 八朗、石 武士、渡辺浩則
- 演出：（前期）佐久間大介 →（後期）上川伸廣、手塚公一
- プロデューサー：（前期）角井英之、小竹美千代 →（後期）山本三四郎、成田 肇
- 製作：イースト、TBS